# Спиридов, Григорий Григорьевич
Григорий Григорьевич Спиридов (1758 — 1822) — московский обер-полицмейстер, действительный статский советник. В 1813-15 — московский гражданский губернатор.
Представитель дворянского рода Спиридовых. Младший из четырех сыновей екатерининского флотоводца Григория Андреевича Спиридова от брака его с Анной Матвеевной Нестеровой. Службу начал пажом, долгое время был офицером в Семеновском гвардейском полку, в чине капитана участвовал в шведской войне при Екатерине II и по окончании этой кампании вышел в отставку в чине бригадира.
Московским обер-полицмейстером Спиридов был назначен в 1798 году при императоре Павле и занимал эту должность в течение трех лет вплоть до 1800 года, когда расстроенное здоровье вынудило его уйти на покой. Но наполеоновские войны вновь пробудили в нем воинственный дух, и он, уже сравнительно пожилой человек, вступает в 1805 и в 1812 гг. добровольцем в Переславское ополчение и в его рядах во время Отечественной войны участвует в многочисленных стычках с частями французской армии. 

После изгнания французов Спиридов, по ходатайству его друга графа Ф. В. Ростопчина, был назначен сначала комендантом, а затем гражданским губернатором Москвы. В качестве последнего он много способствовал реставрации города, разрушенного французами и самими русскими. По отзывам современницы, на новом посту Спиридов:
Держал себя важно, по-губернаторски, у него вечно была страсть всем противоречить, при нем нельзя было слово сказать, он имел претензию все знать и одному себе позволял высказывать свои суждения, но в честности его никто не сомневался.
 Вместе с отставкой графа Ростопчина покинул службу и действительный статский советник Спиридов. Он умер 4 мая 1822 года в возрасте 64 лет.